# Fototransducción
La fototransducción es el proceso a través del cual la información captada por las células fotorreceptoras se convierte en señal eléctrica y luego se manda al cerebro. Aunque la estructura de los conos y los bastones es diferente, el mecanismo de fototransducción en ambos es muy similar.

## Fases de la fototransducción
Se distinguen tres fases diferenciadas: excitación, amplificación de la señal y recuperación y adaptación.

### Excitación
En la primera fase es donde se genera la señal nerviosa. Mientras no hay luz en la retina los canales iónicos a nivel de los segmentos externos de los fotorreceptores permanecen abiertos. Al penetrar la luz, la rodopsina se excita desencadenando la aparición de enzimas a través de la transducina y la fosfodiesterasa activada que producen la hidrólisis del cGMP, y esta a su vez el cierre de los canales específicos de cationes de la membrana plasmática.

### Amplificación de la señal
La amplificación de la señal nerviosa se producen en dos etapas. La primera cuando la rodopsina cataliza la activación de la transducina, ya que por una molécula de  rodopsina se activan 100 de transducina. Y la segunda etapa de la amplificación se da en la hidrólisis del cGMP.

### Recuperación y adaptación
Para que se vuelva a la  situación inicial y la rodopsina pueda volver a ser excitada han de pasar tres procesos fisiológicos:
1. La rodopsina cinasa y la arrestina desactivan la rodopsina excitada inicialmente.
2. La tranducina se vuelve inactiva al pasar a la forma Tα-GDP.
3. Se genera cGMP a partir de GTP.

	En esta fase es muy importante el papel del ion de calcio porque está implicado en la adaptación a las condiciones de luz, aunque no directamente implicado en el proceso de fototransducción.